# Out For Blood (песня Sum 41)
Out For Blood — первый выпущенный сингл группы Sum 41 c седьмого студийного альбома Order in Decline, который вышел 19 июля 2019 года. Сингл был выпущен 24 апреля 2019 года.

## Клип
Одновременно с выпуском сингла, вышел клип на песню. Режиссёром выступил Ли Левин, который ранее уже работал с группой.

## Позиция в чартах
| Чарт (2019)                     | Позиция |
| ------------------------------- | ------- |
| США (Billboard Mainstream Rock) | 33      |

## Релиз
| Дата           | Формат           | Лейбл    | Ref. |
| -------------- | ---------------- | -------- | ---- |
| 24 апреля 2019 | Digital download | Hopeless |      |